# Війна химер
«Війна́ химе́р» — український документальний фільм 2017 року, знятий Анастасією та Марією Старожицькими. Це особиста історія про війну, кохання та смерть, зафільмована її безпосередніми учасниками.
Прем'єра стрічки відбулася 25 березня 2017 року на фестивалі документального кіно з прав людини Docudays UA. У липні 2017-го фільм брав участь в конкурсній програмі європейських документальних фільмів на 8-му Одеському міжнародному кінофестивалі. Стрічка отримала Гран-прі Рівненського міжнародного кінофестивалю-2017.
У серпні 2017 року стрічка взяла участь у відборі на висування фільму від України на ювілейну 90-ту кінопремію «Оскар» Американської академії кінематографічних мистецтв і наук у категорії «Найкращий фільм іноземною мовою». У березні 2018-го увійшла у шорт-лист головної національної кінопремії «Золота дзиґа».
«Доки ми створювали цей фільм, фільм створював нас. Тому в певний час довелося стати його персонажами і з'явитися у ньому. „Війна химер“ — це досвід нашого життя останніх трьох років. Те, чим ми дихали, чому раділи, що дратувало, через що сумували. Такі уривки життя, з'єднані у клаптикову ковдру, печворк, саме так ми і визнаємо жанр нашої стрічки», — Анастасія Старожицька.

## Сюжет
У центрі сюжету стрічки — історія подорожі бійця на позивний «Лавр», Валерія Лавренова, котрий вижив, та його дівчини Анастасії, режисерки фільму, до лінії фронту і спроби спільного життя після всього побаченого і пережитого. Він був добровольцем на фронті, вона приїхала туди одразу після битви. Він потрапив в Іловайський котел, втратив найближчих побратимів, вона, подорожуючи розбитими містами, намагається зрозуміти сутність війни та кохання. І обоє відверто розповідають один одному, що відчувають під час військових дій, виходу з котла, спроби жити разом і нової, вже спільної подорожі на передову.

## Знімальна група
- Автор сценарію — Анастасія Старожицька, Марія Старожицька
- Режисер-постановник — Анастасія Старожицька, Марія Старожицька
- Продюсер — Анастасія Старожицька, Марія Старожицька
- Оператор — Валерій Лавренов, Юрій Беденко, Анастасія Старожицька
- Композитор — Антон Байбаков
- Режисер монтажу — Микола Базаркін
- Звукорежисер — Василь Гудзь

## Нагороди та номінації
|  | Список нагород та номінацій        | Список нагород та номінацій | Список нагород та номінацій    | Список нагород та номінацій | Список нагород та номінацій | Список нагород та номінацій |
|  | Кінопремія                         | Дата церемонії              | Категорія                      | Номінант(и)                 | Результат                   | Дж                          |
|  | ---------------------------------- | --------------------------- | ------------------------------ | --------------------------- | --------------------------- | --------------------------- |
|  | Одеський міжнародний кінофестиваль | 2017                        | Найкращий документальний фільм | Війна химер                 | Номінація                   | [ 3 ]                       |